# 南あわじ市立福良小学校
南あわじ市立福良小学校（みなみあわじしりつ ふくらしょうがっこう）は、兵庫県南あわじ市福良乙にある公立小学校。　

## 沿革
- 1873年(明治6年)5月10日 - 旧神宮寺を仮校舎として開校。
- 1874年(明治7年)5月18日 - 循誘小学校と改称。
- 1887年(明治20年)4月1日 - 福良尋常小学校と改称。
- 1907年(明治40年)4月1日 - 福良尋常高等小学校と改称。
- 1941年(昭和16年)4月1日 - 福良国民学校と改称。
- 1947年(昭和22年)4月1日 - 福良町立福良小学校と改称。
- 1955年(昭和30年)4月29日 - 南淡町の発足により、南淡町立福良小学校と改称。
- 2005年(平成17年)1月11日 - 南あわじ市の発足により南あわじ市立福良小学校と改称。

## 通学区域
- 南あわじ市福良地区[1]

## 進路状況
ほとんどの児童は南あわじ市立南淡中学校へ進学する。

## 著名な出身者
- 奈木宏昌（元柔道選手・柔道指導者 U-17柔道日本代表監督）
- 松浦宏治（元サッカー選手・サッカー指導者）

## 通学区域が隣接している学校
- 南あわじ市立阿万小学校
- 南あわじ市立北阿万小学校
- 南あわじ市立賀集小学校
- 南あわじ市立志知小学校
- 南あわじ市立辰美小学校
- （徳島県）鳴門市鳴門西小学校 （海を挟んで隣接。）